# Gare de Hœrdt
La gare de Hœrdt est une gare ferroviaire française de la ligne de Vendenheim à Wissembourg, située sur le territoire de la commune de Hœrdt, dans la collectivité européenne d'Alsace, en région Grand Est.
Elle est mise en service en 1855 par la Compagnie des chemins de fer de l'Est (Est).
C'est une halte voyageurs de la Société nationale des chemins de fer français (SNCF) du réseau TER Grand Est, desservie par des trains express régionaux (TER).

## Situation ferroviaire
Établie à 137 mètres d'altitude, la gare de Hœrdt est située au point kilométrique (PK) 7,193 de la ligne de Vendenheim à Wissembourg (section à double voie), entre les gares de Vendenheim et de Weyersheim.

## Histoire
La station de Hœrdt est mise en service le 18 juillet 1855 par la Compagnie des chemins de fer de l'Est (Est), lorsqu'elle ouvre à l'exploitation la section de Vendenheim à Gare de Haguenau de son chemin de fer de Strasbourg à Wissembourg.
En 2009, les abords de la gare sont réaménagés avec notamment la création de nouvelles places de parking pour les véhicules et la création d'un abri à vélos sécurisé pour 59 places et l'installation d'un éclairage public. Le coût de ces améliorations est pris en charge par la SNCF, Réseau ferré de France, La Région Alsace, La Communauté de Communes de la Basse Zorn et la commune de Hœrdt qui prend en charge l'éclairage. 
En 2014, c'est une gare voyageur d'intérêt régional (catégorie B : la fréquentation est supérieure ou égale à 100 000 voyageurs par an de 2010 à 2011), qui dispose de deux quais, trois abris et un passage souterrain.

## Fréquentation
De 2015 à 2024, selon les estimations de la SNCF, la fréquentation annuelle de la gare s'élève aux nombres indiqués dans le tableau ci-dessous.
| Année                      | 2015    | 2016    | 2017    | 2018    | 2019    | 2020    | 2021    | 2022    | 2023    | 2024    |
| -------------------------- | ------- | ------- | ------- | ------- | ------- | ------- | ------- | ------- | ------- | ------- |
| Voyageurs                  | 197 043 | 197 849 | 198 378 | 198 952 | 209 979 | 159 685 | 189 029 | 220 519 | 244 095 | 253 028 |
| Voyageurs et non voyageurs | 246 304 | 247 311 | 247 972 | 248 690 | 262 474 | 199 606 | 236 286 | 275 649 | 305 119 | 316 285 |

## Service des voyageurs

### Accueil
Halte SNCF, c'est un point d'arrêt non géré (PANG) à accès libre. Elle est équipée d'automates pour l'achat de titres de transport TER. Elle dispose de deux quais avec abris.
Un passage souterrain permet la traversée des voies et l'accès aux quais.

### Desserte
Hœrdt est une halte voyageurs du réseau TER Grand Est, desservie par des trains express régionaux des relations : Strasbourg - Haguenau (ligne 04) et  Strasbourg - Wissembourg - Neustadt (Weinstr) (ligne 34).

### Intermodalité
Deux parcs sécurisés pour les vélos et un parking pour les véhicules y sont aménagés.

## Patrimoine ferroviaire
L'ancien bâtiment voyageurs, rénové au début des années 2000, est toujours présent à côté de l'entrée de la halte. Le corps principal est à trois ouvertures et un étage sous une toiture à deux pans. Il possède une petite aile à une ouverture.